# Хормуз (Иран)
Хормуз (персијски: هرمز, такође романизован као Hormoz; познат и као Калехје Хормоз)  је град и главни град округа Хормуз, у Дистрикту Кешм, провинција Хормозган, Иран.